# 張量浮點-32
张量浮点-32(TensorFloat-32)是用来表示浮点数的一种资料型别，在计算机中占据19比特大小，专为在某些 Nvidia GPU 上运行的 Tensor Core 而设计。

## 格式
张量浮点-32格式具有：
- 符号位：1位
- 指数部分：8位
- 尾数部分：10位 (由于省略了首位必定存在的“1”，实际上为11位)

虽然与普通的 32 位 IEEE 754 浮点数相比精度较低，但计算速度要快得多，在 A100 上最多可达 8 倍（与使用 FP32 的 V100 相比）。

## 參閱
- IEEE二进制浮点数算术标准（IEEE 754）
- 浮点数